# Flashline Mars Arctic Research Station
Die Flashline Mars Arctic Research Station (FMARS) ist der erste von zwei simulierten Lebensräumen, in denen Wissenschaftler menschliches Leben auf dem Mars simulieren und trainieren können. Gegründet und betrieben wird die Station von der Mars Society. Im Sommer 2000 fertiggestellt, ist sie die erste Forschungsstation ihrer Art.

## Hintergründe
Die Station befindet sich auf Devon Island, einer marsähnlichen Umgebung und polaren Wüste, ca. 165 Kilometer nordöstlich der Ortschaft Resolute in Nunavut, Kanada. Die Station ist auf dem Bergrücken des Haynes gelegen, mit Blick auf den Haughton-Krater, einem 23 km durchmessenden Krater, der vor ca. 39 Millionen Jahren durch einen Meteoriteneinschlag entstanden ist. Der Standort ist ca. 1.609 km vom geographischen Nordpol und ca. 1.287 km vom magnetischen Nordpol entfernt.
Betrieben von der Non-Profit-Organisation Mars Society, ist das Ziel der Station, wichtige Kenntnisse über eine eventuelle bemannte Marsmission bzw. Marskolonisation zu gewinnen und die Öffentlichkeit für bemannte Marsmissionen zu begeistern. Die Mars Society nutzt die Station um geologische und biologische Forschungen unter marsähnlichen Bedingungen durchzuführen, Feldtechniken basierend auf diesen Erkenntnissen zu entwickeln und um Instrumente, Eigenschaften der Station und Technologien zu testen.
Die finalen Kosten des Projektes beliefen sich auf 1,3 Millionen US-Dollar, und wurden durch Sponsoring von großen Unternehmen gedeckt. Flashline.com, ein Internetgeschäft, spendete 175.000 US-Dollar und erhielt das Recht seinen Namen mit dem des Projekts zu verknüpfen. Weitere wichtige Sponsoren waren die Kirsch-Stiftung, die Foundation for the International Non-governmental Development of Space (FINDS) und der Discovery Channel, welcher die exklusiven englischsprachigen TV-Rechte für die ersten zwei Jahre der Stationsaktivitäten erworben hat.
Das FMARS-Projekt ist eine von ursprünglich vier im Rahmen des Mars-Analog-Research-Station-Programm geplanten Stationen der Mars Society. Die Mars Desert Research Station (MDRS) wurde 2002 in Süd-Utah fertiggestellt. Auch Stationen in Europa (European Mars Analog Research Station / EuroMARS) und Australien waren geplant (Australien Mars Analog Research Station / MARS-Oz) kamen aber nicht über die Planungsphase hinaus.

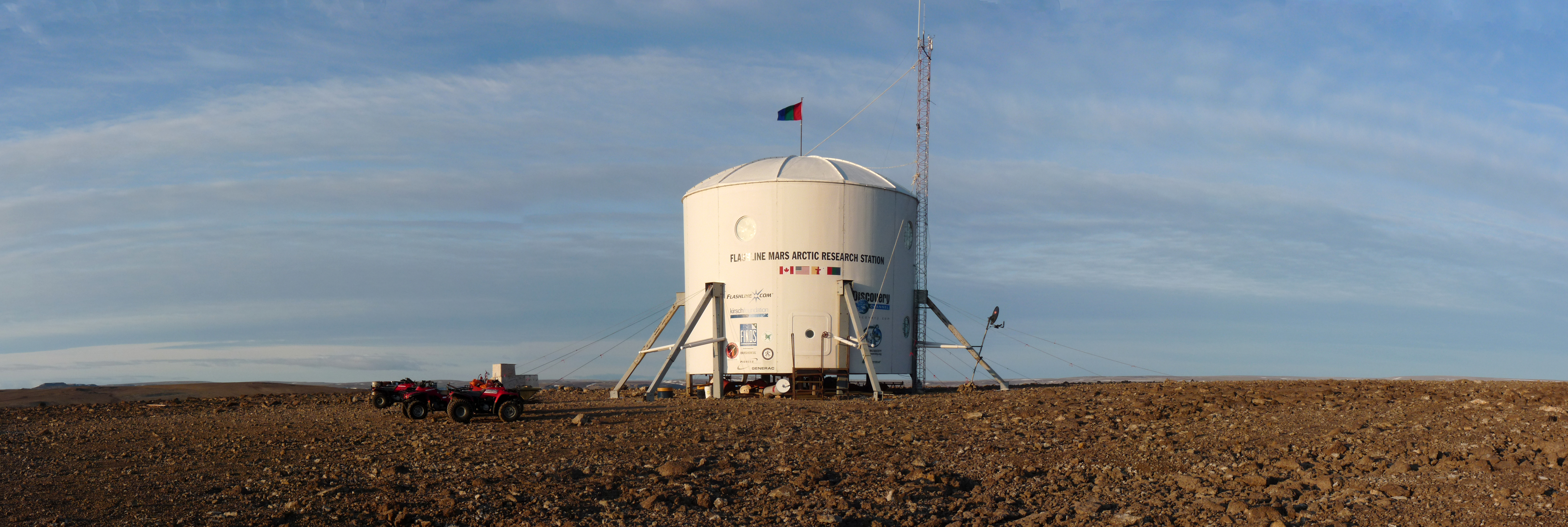
Flashline Mars Arctic Research Station (FMARS). Panorama im Juli 2009

## Errichtung der Station
Die Errichtung einer marsähnlichen Forschungsstation auf Devon Island wurde erstmals von Pascal Lee im April 1998 vorgeschlagen. Die Station wurde offiziell als erstes Projekt der Mars Society auf ihrem Gründungskongress im August 1998 ausgewählt.
Die Station wurde von dem Architekten Kurt Micheels und Konstrukteur Wayne Cassalls in Abstimmung mit Robert Zubrin und zahlreichen Freiwilligen der Mars Society entworfen.
Kurt Micheels und Robert Zubrin führten eine Erkundungstour auf den Devon Island als Teil der Feldsaison 1999 des Haughton Mars Project (HMP) der NASA durch, um Informationen zu gewinnen, um Missionen zu planen und um einen optimalen Standort für die Station zu bestimmen. Ein entsprechender Standort wurde auf einem Bergrücken mit Blick auf den Haughton-Krater gefunden. Dieser wurde von Robert Zubrin zu Ehren von Professor Robert Haynes von der York University, einem Gründungsmitglied der Mars Society und wegweisender Denker zu Fragen des Terraforming des Mars, „Haynes Ridge“ benannt. Nach dieser Erkundungstour wurde Kurt Micheels als Projektleiter der Station gewählt.
Die Struktur der Station wurde im Jahr 2000 zwischen Januar und Juni von Infrastructures Composites International (Infracomp) unter der Leitung von John Kunz hergestellt, wobei eine spezielle Art von Glasfaser-Wabenkonstruktion verwendet wurde. Die Mars Society stellte Infracomp zusätzliche Arbeitskräfte aus Mesa Fiberglass, Pioneer Astronautik und der Rocky-Mountain-Mars-Society-Gruppe zur Verfügung, um die Frist für die Inbetriebnahme der Station einzuhalten. Die Komponenten der Station wurden per LKW nach Moffett Field, Kalifornien transportiert und dort auf drei C-130-Flugzeuge verladen, die durch das U.S. Marine Corps 4th Air Delivery Battalion betrieben wurden. Die erste C-130 verließ Moffett Field in Richtung Arktis am 1. Juli 2000.
Am 3. Juli 2000 kamen die drei C-130, Kurt Micheels, John Kunz und ein bezahltes Team von Bauarbeitern in Resolute an. Am 4. Juli reiste das Bauteam mit Twin Otters nach Devon Island. Am 5. Juli meldeten die Marines fünf erfolgreiche Abwürfe der Stations-Komponenten, die mit Fallschirmen ausgestattet waren. Ein sechster Abwurf war auch am 8. Juli erfolgreich.
Der siebte und letzte Abwurf, der am 8. Juli durchgeführt wurde, scheiterte. Der Fallschirm trennte sich von der Fracht in einer Höhe von ca. 300 Meter. Die Fracht enthielt einen Kran für den Einsatz beim Bau der Station, einen Anhänger um die restlichen sechs Frachten von ihrem Landeort zur Baustelle zu transportieren und Glasfaserböden für die Konstruktion. Die gesamte Ausrüstung war völlig zerstört.
Am 12. Juli haben Kurt Micheels und der Bautrupp Devon Island verlassen und sind zurück nach Resolute, da sie keine Möglichkeit sahen, mit dem Bau der Station fortzufahren. Micheels gab sein Amt als Projektleiter am 15. Juli auf. Die Mars Society engagierte daraufhin Aziz Kheraj, den Besitzer von Resolute South Camp Inn, einem Hotel in Resolute Bay. Am 12. Juli flog er nach Devon Island und beurteilte die Lage. Er bot an entscheidende Unterstützung, Ausrüstung und Material zur Verfügung zu stellen, um den Bau der Station wieder aufzunehmen.
Das Mars-Society-Mitglied und Bauherr, Frank Schubert, wurde dem anfänglichen Team nachgeschickt. Es war ursprünglich beabsichtigt, dass er sich auf den Ausbau des Inneren der Station konzentriert, jedoch spielte er eine Schlüsselrolle bei der Errichtung der Struktur der Station und wurde von Robert Zubrin zum neuen Projektleiter ernannt. Er verbrachte mehrere Tage damit, einen neuen Konstruktionsplan zu entwickeln. Robert Zubrin schloss sich Frank Schubert am 15. Juli in Resolute an. John Kunz erklärte sich außerdem bereit zu bleiben und den baulichen Aufwand zu unterstützen. Zubrin und Schubert flogen noch am 15. Juli nach Devon Island, John Kunz folgte am nächsten Tag.
Am 17. Juli wurden Teile aus Resolute geliefert, die verwendet wurden, um einen groben Ersatz-Anhänger zu bauen. Mit der Hilfe von Freiwilligen des Haughton Mars Project und Mitgliedern einer japanischen TV-Crew wurden sechs der Wandsegmente von ihrem Landeort zur Baustelle transportiert.
Der restlichen Komponenten des Habitats wurden am 18. und 19. Juli auf die Baustelle transportiert. Die bestehenden Freiwilligen wurden von Joe Amarualuk und mehreren Inuuk unterstützt. Ebenfalls kam Matt Smola, der Vorarbeiter des Bauunternehmens von Frank Schubert in Denver, am 20. Juli auf Devon Island und half beim weiteren Bau.
Am 20. Juli bis zum 22. Juli wurden die Wandsegmente der Station angehoben und miteinander verbunden. Die Böden der Station wurden aus Holz gefertigt und am 23. und 24. Juli montiert. Das Kuppeldach der Station wurde im Zeitraum vom 24. bis 26. Juli installiert. Damit war der äußere Bau der Station fertig. Personen des Haughton Mars Project, des Discovery-Channel-Film-Teams und eine Reihe von Journalisten vor Ort, halfen mit dem inneren Ausbau der Station, der nur zum Teil fertiggestellt war. Der letzte Schliff folgte im nächsten Jahr.
Eine rot-grün-blaue Marsflagge wurde am 28. Juli 2000 auf dem Dach der Station gehisst.
Am selben Tag fand um 21 Uhr eine Einweihungsfeier statt, an der jeder Mensch auf der Insel teilnahm. Dazu gehörten etwa fünfzig Wissenschaftler, Inuuk und Journalisten. Mehrere Personen hielten eine Ansprache. Robert Zubrin hielt das Schlusswort und widmete die Station den Personen, die sie einmal Nutzen werden, den ersten Pionieren des Mars. Durch Zerschlagen einer Flasche kanadischen Champagners, wurde die Station schließlich getauft.

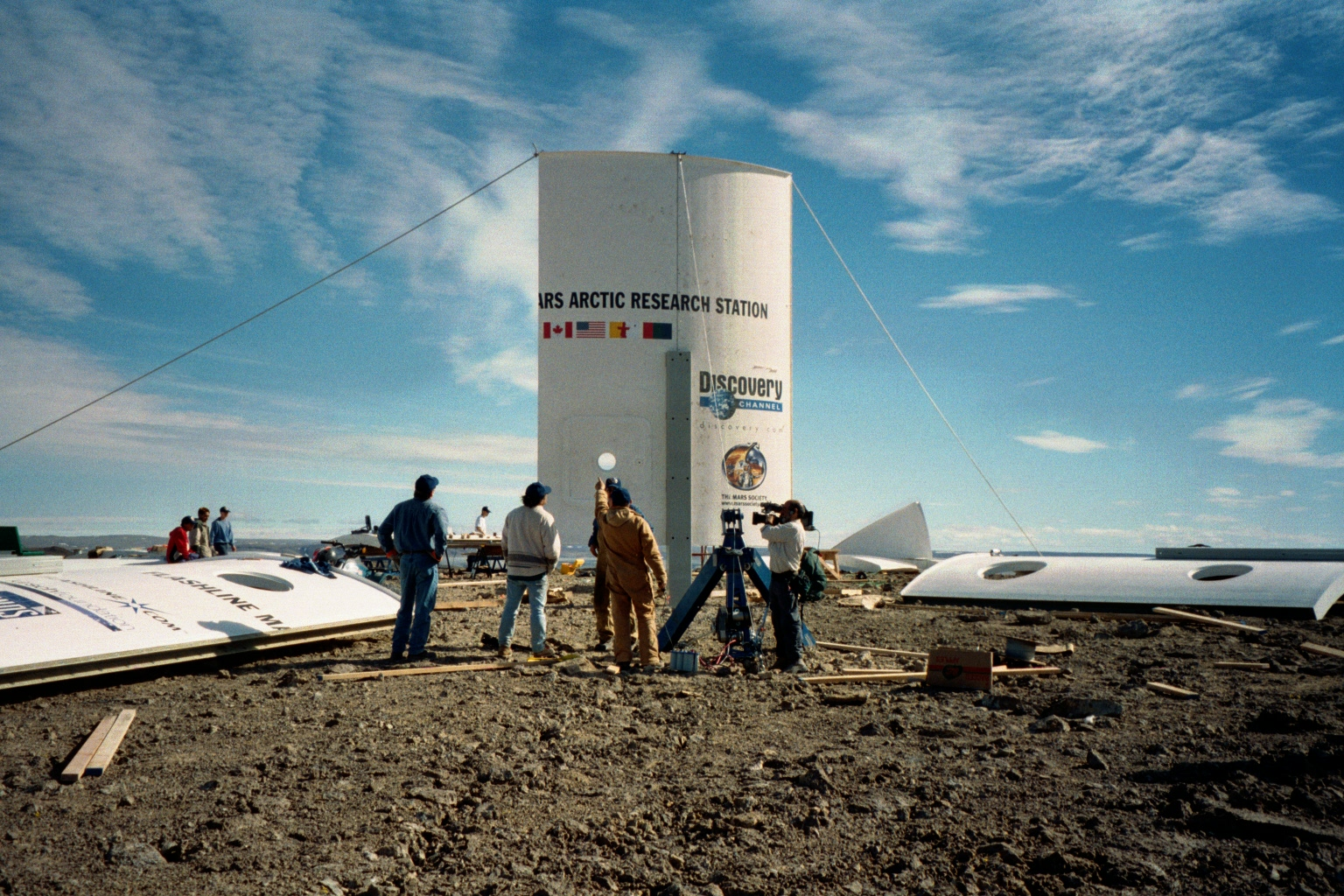
Der erste Satz Wandsegmente wird am 20. Juli 2000 errichtet.
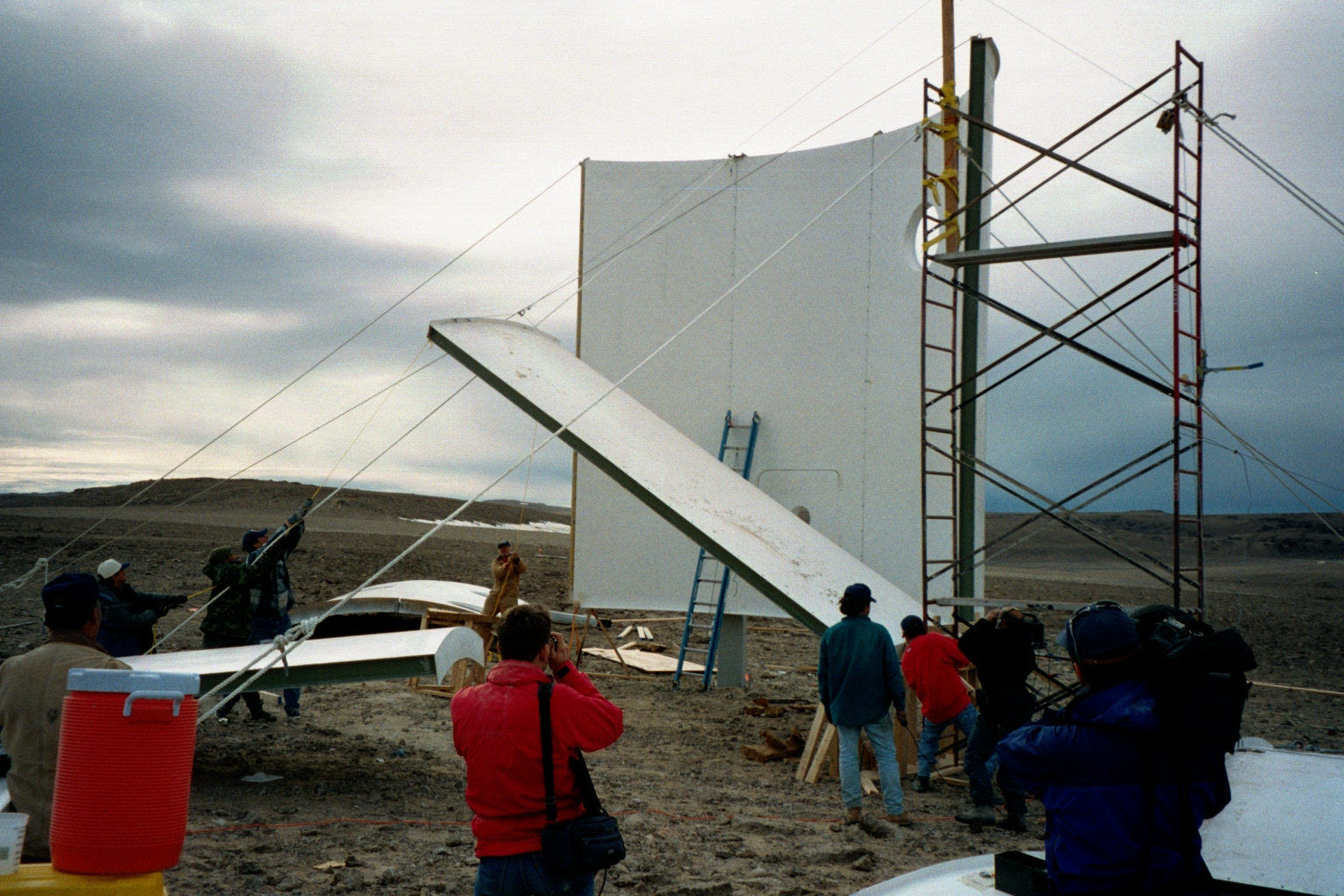
Am 21. Juli 2000 verwenden Freiwillige ein Gerüst, um die Wände der Station zu errichten.
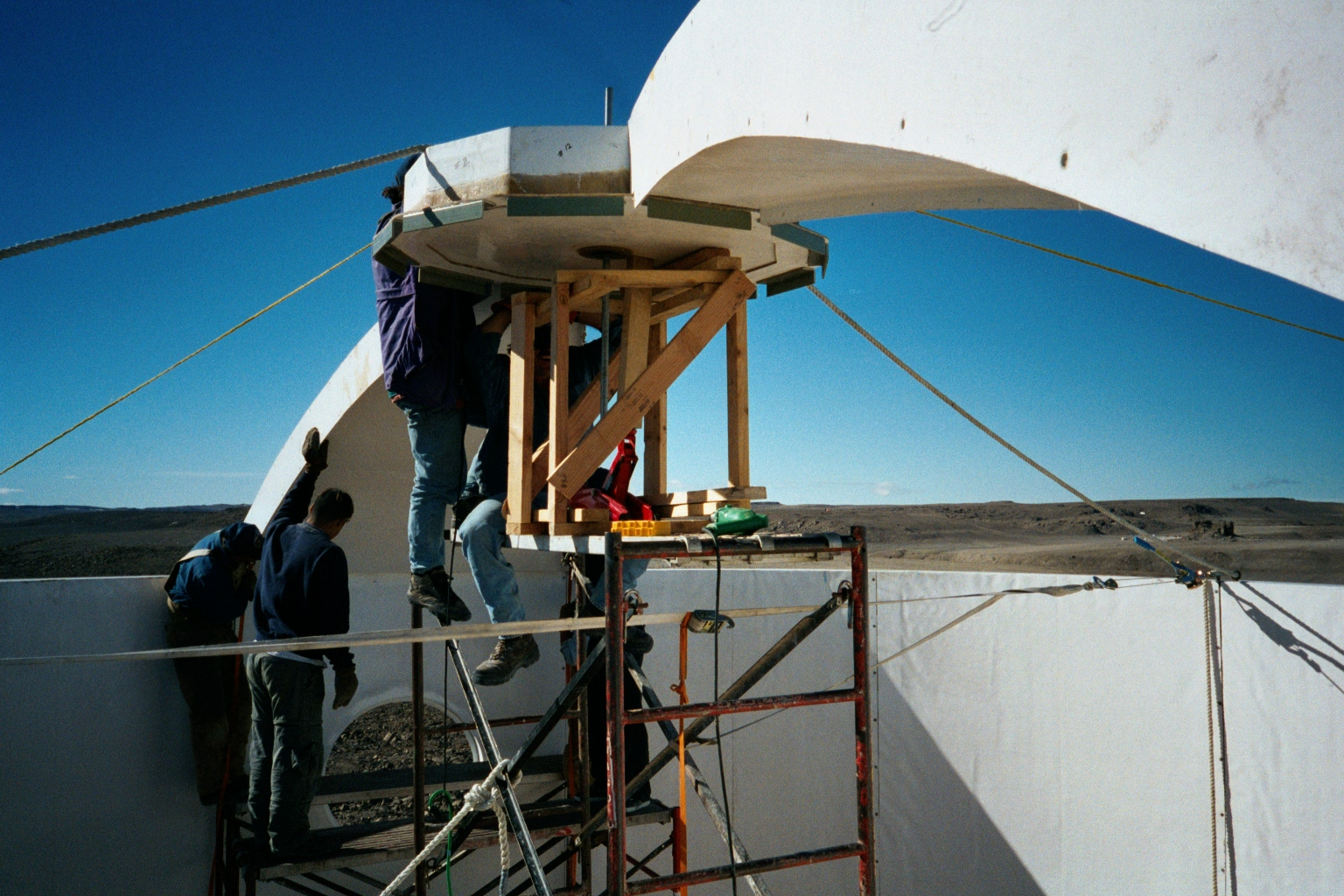
Der Bogen der Dachkuppel wird am 25. Juli 2000 errichtet.
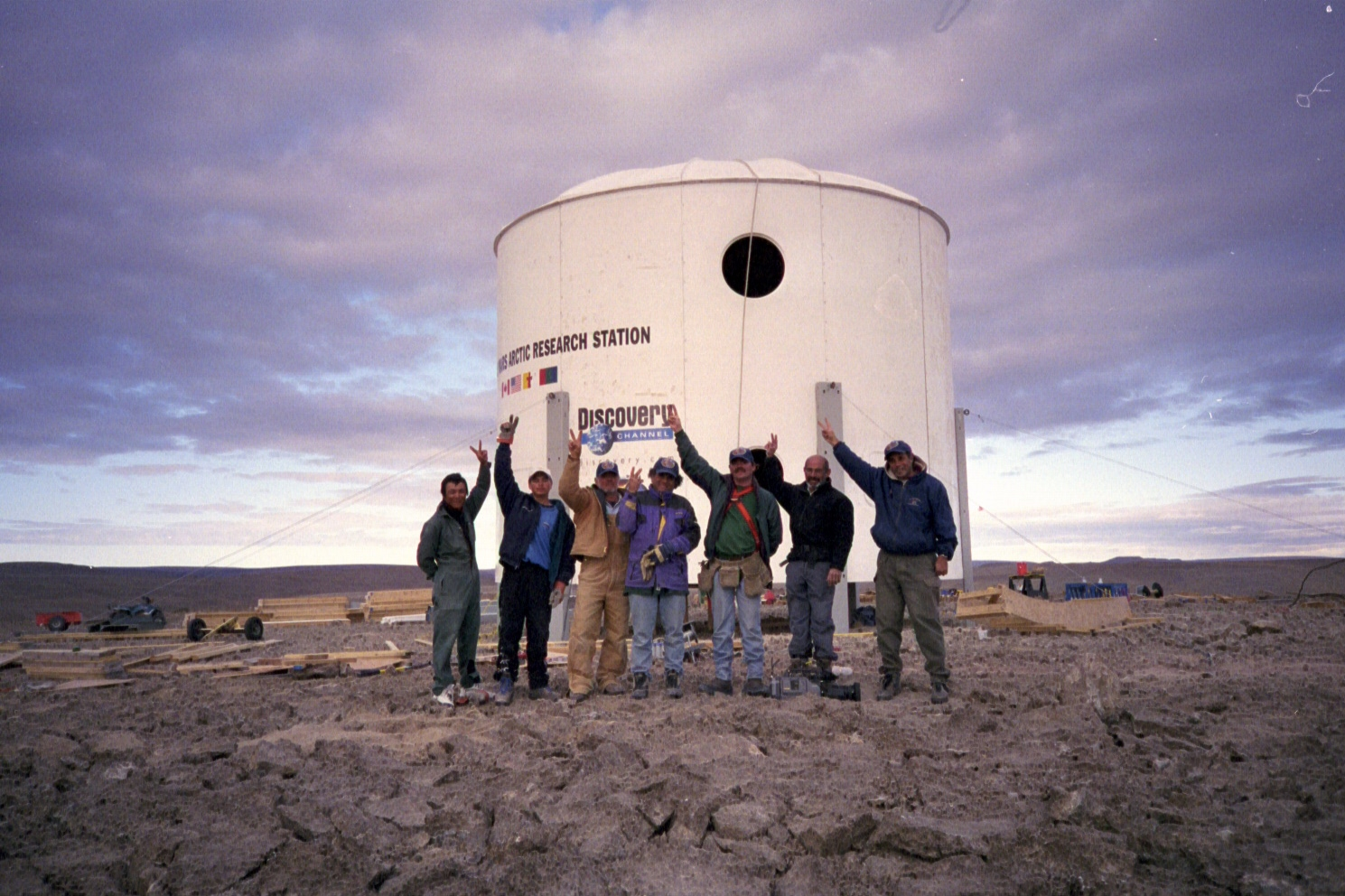
Die Fertigstellung des Äußeren der Station am 26. Juli 2000. Von links nach rechts zu sehen sind Joe Amarualik, Joannie Pudluk, John Kunz, Frank Schubert, Matt Smola, Bob Nesson und Robert Zubrin.
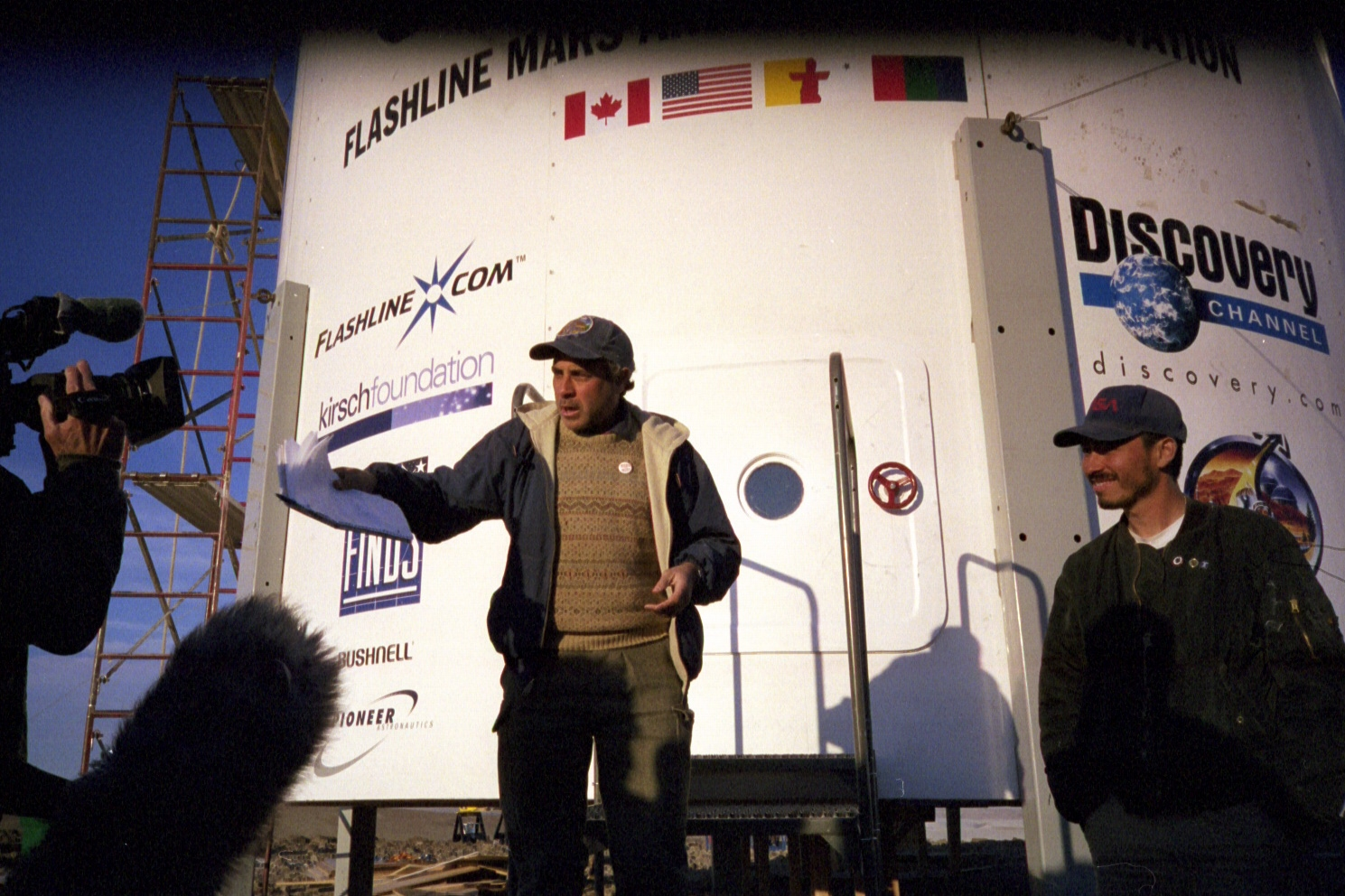
Robert Zubrin hält eine Rede auf der Einweihungsfeier der Station am 28. Juli 2000.
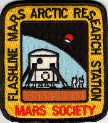
FMARS-Abzeichen (2000)

Eine symbolische erste Mannschaft bezog die Station am 28. und 29. Juli. Sie bestand aus Pascal Lee, Marc Boucher, Frank Schubert, Charles Cockell, Bob Nesson und Robert Zubrin. Frank Schubert, Matt Smola and Robert Zubrin verließen Devon Island am Nachmittag des 29. Julis.
Eine Crew, die mit dem Testen aller Funktionen der Station beauftragt war, besetzte dann die Station für vier Tage. Diese wurde von Carol Stoker geleitet und bestand dazu aus Larry Lemke, Bill Clancey, Darlene Lim, Marc Boucher und Bob Nesson. Die Mannschaft setzte einen Prototyp des Mars-Raumanzugs von Hamilton Sundstrand ein, um mehrere Außenbordeinsätze durchzuführen. Kommunikation mit einer Gruppe Wissenschaftler und Forschern, die sich nicht auf der Insel befinden wurde sichergestellt. Diese Gruppe ist die sogenannte „Mission Support“-Gruppe.
Robert Zubrin beschrieb alle Ereignisse um die Station in seinem Buch „Mars on Earth: The Adventures of Space Pioneers in the High Arctic“.

## Missionen
Die Mars Society schickt Forscher während des arktischen Sommers zur Station, die dort dann für üblicherweise einen Monat leben und arbeiten. Jede dieser Expeditionen besteht aus einer Besatzung von sechs bis sieben Personen. In der Regel trifft sich die Besatzung ein bis zwei Monate vor ihrer Reise in der kanadischen Arktis, für ein persönliches Treffen und um verschiedene Trainingseinheiten zu absolvieren. Die Mannschaft reist zusammen per Flugzeug nach Resolute. Dort verbringen sie ein paar Tage im South Camp Inn, organisieren ihre Vorräte und Ausrüstung und führen mehrere Trainingseinheiten durch, während sie auf klares Wetter warten. Dann legen sie mit Twin-Otter-Flugzeugen den Rest der Strecke zurück. Diese Flugzeuge landen auf einer unbefestigten Landebahn auf Devon Island in der Nähe der Station. Die wichtigsten Vehikel zum Transport der Mannschaft, während sie sich auf der Insel befindet, sind Quads.
Während der Simulation von Marsbedingungen während jeder Expedition ist es erforderlich, dass während allen Arbeiten, die außerhalb des Habitats verrichtet werden, nachgeahmte Raumanzüge getragen werden und die gesamte Kommunikation per Funk durchgeführt wird. Besatzungsmitglieder, die einen dieser Raumanzüge tragen, verwenden während sie das Habitat betreten oder verlassen eine simulierte Luftschleuse. Die Kommunikation zwischen der Station und der „Mission Support“-Gruppe findet mit einer zeitlichen Verzögerung (in der Regel 20 Minuten) statt, die den tatsächlichen Funkverkehr zwischen Erde und Mars simuliert. Ein Satellitentelefon wird vor Ort für den Einsatz in Notfällen aufbewahrt.
Aufgrund der eingeschränkten Sicht der Besatzungsmitglieder während sie Raumanzüge tragen, gibt es immer ein Besatzungsmitglied, dass keinen trägt. Dieses ist dann „out-of-sim“, was bedeutet, dass es gerade nicht an der Simulation teilnimmt. Es liegt in der Verantwortung dieses Besatzungsmitgliedes, Ausschau nach Eisbären zu halten, und die Besatzung vor diesen zu schützen. Dieses Besatzungsmitglied wird in der Regel mit einer Flinte bewaffnet. Die Mannschaft trägt auch Abschreckungsmittel mit sich. Bisher wurden jedoch keine Eisbären von einer Besatzung der FMARS angetroffen, dennoch werden regelmäßig Zeichen für ihre Anwesenheit auf der Insel entdeckt, und mindestens eine Begegnung mit einem Teilnehmern des Haughton Mars Project wurde bestätigt.
Besatzungsmitglieder sind auch verpflichtet, regelmäßig Berichte über ihre durchgeführte Forschungen zu schreiben, über den Status der technischen Systeme zu beraten und Details im Zusammenhang mit anderen Aspekten der Mission zu erfassen und zu dokumentieren. Es gibt vier Berichte die in der Regel erstellt werden, ein Kommandantenbericht, ein Wissenschaftsbericht, ein technischer Bericht und eine Art Logbuch mit persönlichen Einträgen der Besatzungsmitglieder. Die Mannschaft sendet diese Berichte zu der „Mission Support“-Gruppe (in der Regel in Colorado).

## Zeitplan der Missionen
In der ersten Feldsaison im Sommer 2001, arbeiteten und besetzten sechs verschiedene Besatzungen mit jeweils fünf bis sieben Personen die Station. Von 2002 bis 2009 belegten ebenfalls immer sechs Besatzungen den entlegenen Außenposten.

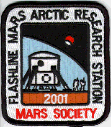
Missionsabzeichen Besatzungen 1–6 (2001)

### 2001
Ein gut ausgebildetes Team wurde im April 2001 auf die Devon Islands geschickt, um den Zustand der Station nach dem Winter zu überprüfen und um den Ausbau des Inneren zu beenden. Es bestand aus Frank Schubert, Matt Smola, Len Smola, Greg Mungas, Pascal Lee und Joe Amarualik. Das Team verbrachte eine Woche damit auf der Station zu arbeiten und sie für die Feldsaison 2001 vorzubereiten.
FMARS-Besatzung 1, bestehend aus sechs Teilnehmern, besetzte die Station vom 7. Juli 2001 bis zum Abend des 10. Julis 2001.
FMARS-Besatzung 2, bestehend aus sechs Teilnehmern, besetzte die Station vom 10. Juli 2001 bis zum Abend des 17. Julis 2001.
FMARS-Besatzung 3, bestehend aus sieben Teilnehmern, besetzte die Station vom Morgen des 17. Juli 2001 bis zum Abend des 28. Julis 2001.
FMARS-Besatzung 4, bestehend aus sechs Teilnehmern, besetzte die Station für fünf Tage.

### 2002
FMARS-Besatzung 7, bestehend aus sieben Teilnehmer, besetzte die Station vom 9. Juli 2002 bis zum 26. Juli 2002.
Die Besatzung führte die Mission zwischen dem 11. und 24. Juli 2002 unter Marsbedingungen durch. Neben der Durchführung eines systematischen Programmes in den Bereichen Geologie und Mikrobiologie unter simulierten Marsbedingungen, arbeitete das Team erfolgreich mit Forschern des NASA Jet Propulsion Laboratory zusammen und erzielten die am weitesten im Norden gelegenen Ground Truth Daten für das Multi-angle Imaging SpectroRadiometer (MISR) des Satelliten Terra.

### 2003

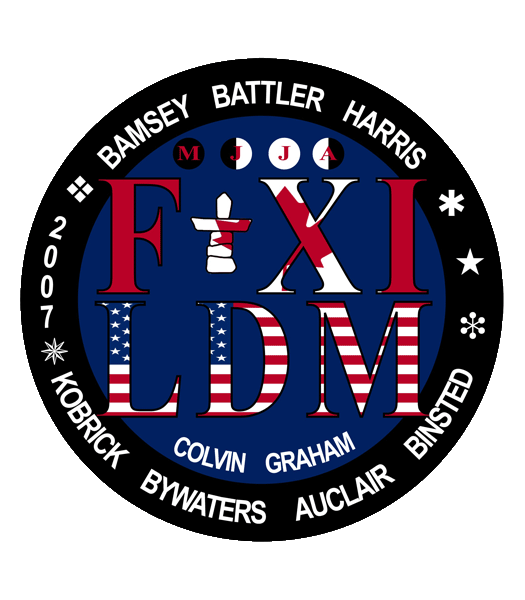
Missionsabzeichen Besatzung 11 (2007)

FMARS-Besatzung 8, bestehend aus sieben Teilnehmern, besetzte die Station vom 7. Juli 2003 bis zum 30. Juli 2003.
Die Besatzung führte die Mission zwischen dem 10. und 29. Juli 2003 unter Marsbedingungen durch.
Die Crew führte ein Experiment durch, das ihre kognitive Leistungsfähigkeit während der gesamten Mission verfolgte.

### 2004
FMARS-Besatzung 9, bestehend aus sieben Teilnehmern, besetzte die Station.

### 2005
FMARS-Besatzung 10, bestehend aus sechs Teilnehmern, besetzte die Station ab dem 12. Juli 2005.

### 2007
Die FMARS-Besatzung 11 bestand aus sieben Personen und einem stellvertretenden Besatzungsmitglied. Die Station wurde vor der Ankunft der Besatzung von einem vorab geschickten Technikerteam, bestehend aus Paul Graham, der Koordinator des Mars Society Technikerteams, James Harris, Chefingenieur der FMARS-Besatzung 11, und mehreren Arbeitern aus der Gemeinde Resolute vorbereitet. Später wurde das Voraus-Team von Matt Bamsey unterstützt. Paul und die anderen Arbeiter verließen die Station kurz vor der Ankunft der Besatzung.
Die Besatzung arbeitete bis zum 21. August 2007 über einer Zeitspanne von 100 Tagen unter vollen Marsbedingungen. Dies vervierfacht den bisherigen Rekord. Darüber hinaus lebte die Besatzung für mehr als einen Monat so, als würde der Sol (Marstag) auf der Erde herrschen, um die Auswirkungen auf die Psychophysiologie der Besatzung zu erforschen.
Die Mannschaft führte Datensammlungen im Zusammenhang mit einer erheblichen Anzahl von wissenschaftlichen Studien im Laufe der Mission durch.

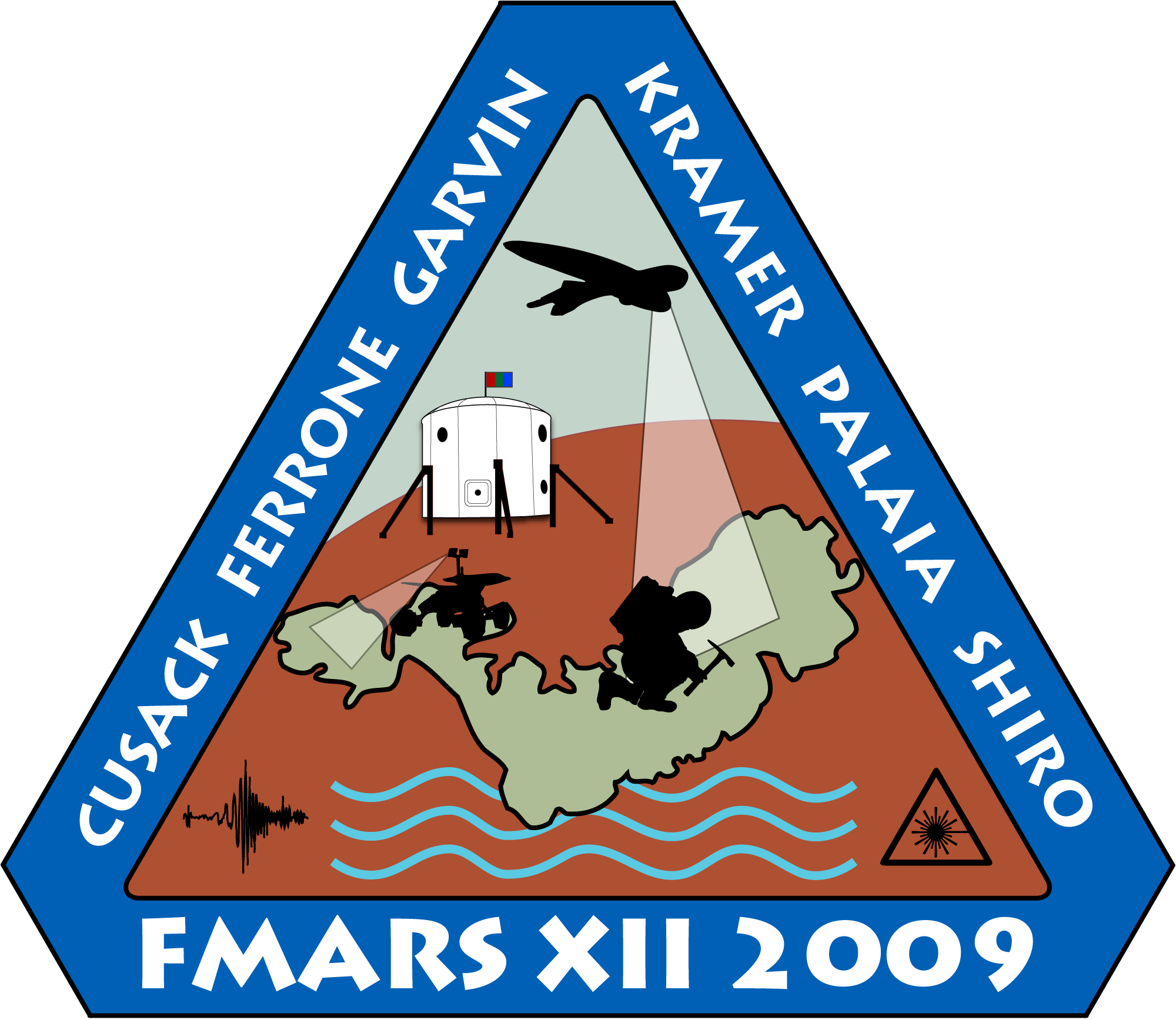
Missionsabzeichen Besatzung 12 (2009)

Kurz vor dem Ende der Mission, sprach die Besatzung mit Astronaut Clayton Anderson, der sich damals im Low Earth Orbit (LEO) an Bord der Internationalen Raumstation befand.
Logistische Unterstützung und eine Forschungsgenehmigung für die Mission wurde von dem Polar Continental Shelf Project zur Verfügung gestellt.

### 2009
FMARS-Besatzung 12, bestehend aus sechs Teilnehmern, besetzte die Station vom 2. bis zum 28. Juli 2009.
Die Besatzung arbeitete unter vollen Marsbedingungen zwischen dem 14. und 26. Juli 2009. Im Laufe der Simulation beendet die Besatzung 16 EVAs in 43,5 Stunden, und legten eine Strecke von 128 km zurück. Kumuliert mit Daten aller anderen Besatzungen ergibt sich eine Gesamtzeit von 106 Stunden und eine zurückgelegte Entfernung von 323 km während Außenbordeinsätzen. Die Besatzung führte zweckens simulierte Marserforschung, Ersteinsätze und Erprobung neuer Technologien und Geräte für den Einsatz in den Gebieten der geomatischen Luftbildfotografie, „In-situ resource utilization“, geophysikalischen Messungen, medizinischer Laserbehandlung, Geotagging von Fotografien, „Motion planning“ (Umwandlung von Aufgaben in Bewegungen bei Robotern), und der öffentlichen Kommunikation.
Der Start der Simulation wurde bis zum 14. Juli durch eine große Anzahl von Wartungsarbeiten und Sanierungen, die nur außerhalb der Simulation (also ohne Raumanzug und anderen Erschwernissen) abgeschlossen werden konnten, verzögert. Dazu gehörte der Bau neuer Becken als Treibstofflager, Änderungen am Generator, um Sicherheit und Funktionalität zu verbessern, die Installation einer Verbrennungsanlage und eines Grauwasser-Behälters, Anpassung- und Bearbeitungen der nachgeahmten Raumanzügen sowie allgemeine Organisation und Säubern der näheren Umgebung der Station. Diese Wartung sicherten lückenlose Einhaltung der Umweltauflagen und verbesserten sowohl operative als auch ästhetische Elemente der Station.

### 2013
FMARS-Besatzung 13 bestehend aus neun Teilnehmern. Die Mission wurde auch als Phase 1 der Mars Arctic 365 (MA365) Mission der Mars Society bezeichnet.

### 2017
Der arktische Teil der Mars 160 Mission endete am 3. September 2017. Die Mission hatte sechs Besatzungsmitglieder.